# Rêver (roman)
Rêver est un roman policier écrit par Franck Thilliez et paru en mai 2016 aux éditions Fleuve noir.

## Présentation
Ce roman offre une singularité : après sa lecture, il se poursuit sur internet avec un final inédit (chapitre 57), accessible seulement avec un code trouvé dans le livre.

### Résumé
Si ce n’étaient ses cicatrices et les photos étranges qui tapissent les murs de son bureau, on pourrait dire d’Abigaël qu’elle est une femme comme les autres.
Si ce n’étaient ces moments où elle chute au pays des rêves, on pourrait jurer qu’Abigaël dit vrai.
Abigaël a beau être cette psychologue qu’on s’arrache sur les affaires criminelles difficiles, sa maladie survient toujours comme une invitée non désirée. Une narcolepsie sévère qui la coupe du monde plusieurs fois par jour et l’emmène dans une dimension où le rêve empiète sur la réalité. Pour les distinguer l’un de l’autre, elle n’a pas trouvé mieux que la douleur.

Comment Abigaël est-elle sortie indemne de l’accident qui lui a ravi son père et sa fille ? Par quel miracle a-t-on pu la retrouver à côté de la voiture, véritable confetti de tôle, le visage à peine touché par quelques bris de verre ? Quel secret cachait son père qui tenait tant, ce matin de décembre, à s’exiler pour deux jours en famille ? Elle qui suait sang et eau sur une affaire de disparitions depuis quelques mois va devoir mener l’enquête la plus cruciale de sa vie. Dans cette enquête, il y a une proie et un prédateur : elle-même.

### Personnages principaux
- Abigaël Durnan     : psychologue narcoleptique, profileuse à Lille.
- Frédéric Mandrieux : Inspecteur à Lille, et compagnon de Abigaël.
- Alice, Victor, Arthur, Léa : Enfants enlevés.
- Yves Durnan : Ex-douanier, père d'Abigael

### Éléments contextuels
L'histoire s’appuie sur la narcolepsie de Abigaël, et son traitement médical au GHB (drogue de l'oubli).